# Долерн
Долерн (њем. Dollern) општина је у њемачкој савезној држави Доња Саксонија. Једно је од 40 општинских средишта округа Штаде. Према процјени из 2010. у општини је живјело 1.768 становника. Посједује регионалну шифру (AGS) 3359012.

## Географски и демографски подаци
Долерн се налази у савезној држави Доња Саксонија у округу Штаде. Општина се налази на надморској висини од 17 метара. Површина општине износи 12,0 km². У самом мјесту је, према процјени из 2010. године, живјело 1.768 становника. Просјечна густина становништва износи 148 становника/km².